# Ромбоікосододекаедр

Ромбоікосододекаедр

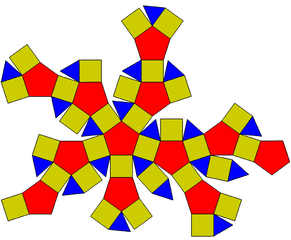
Розгортка ромбоікосододекаедра

Ромбоікосододека́едр — напівправильний багатогранник, який складається з 12 правильних п'ятикутників, 30 квадратів і 20 трикутників, архімедове тіло. Має ікосаедричний тип симетрії. В кожній з вершин сходяться трикутник, п'ятикутник і 2 квадрати.
Ромбоікосододекаедр можна подати як додекаедр, зрізаний за вершинами і ребрами (при цьому трикутники відповідають вершинам додекаедра, а квадрати — ребрам), або як ікосаедр, зрізаний так само (при цьому п'ятикутники відповідають вершинам ікосаедра, а квадрати — ребрам), або ж як зрізаний ікосододекаедр, чим він по суті і є.

## Декартові координати
Декартові координати вершин ромбоікосододекаедра з довжиною ребра 2 із центром у початку координат є парними перестановками з:
(± 1, ± 1, ± φ 3),
(± φ 2, ± φ, ± 2 φ),
(± (2+ φ), 0, ± φ 2), де φ = 1 + √5/2 являє собою золотий перетин . Отже, радіус описаної сфери цього ромбоікосододекаедра дорівнює відстані цих точок від початку координат, а саме √φ6+2 = √8φ+7 для довжини ребра 2. Для одиничної довжини ребра, зменшивши R удвічі, маємо
R = √8φ+7/2 = √11+4√5/2 ≈ 2,233.

## Ортогональні проєкції
Ромбоікосододекаедр має шість особливих ортогональних проєкцій, центрованих на вершині, на ребрах двох типів і гранях трьох типів: трикутнику, квадраті та п'ятикутнику. Останні дві відповідають площинам Коксетера А2 і Н2.
| У центрі            | Вершина | Ребро 3-4 | Ребро 5-4 | Квадратна грань | Трикутна грань | П'ятикутна грань |
| ------------------- | ------- | --------- | --------- | --------------- | -------------- | ---------------- |
| Суцільна            |         |           |           |                 |                |                  |
| Каркасна            |         |           |           |                 |                |                  |
| Проєктивна симетрія | [2]     | [2]       | [2]       | [2]             | [6]            | [10]             |
| Дуальне зображення  |         |           |           |                 |                |                  |

## Сферична мозаїка
Ромбоікосододекаедр також можна зобразити у вигляді сферичної мозаїки та проєктувати на площину за допомогою стереографічної проєкції . Ця проєкція є конформною, зберігаючи кути, але не площі та довжини. Прямі лінії на кулі проєктуються на площину як дуги кола.
|                       | У центрі —п'ятикутник   | У центрі — трикутник    | У центрі — квадрат      |
| Ортогональна проєкція | Стереографічні проєкції | Стереографічні проєкції | Стереографічні проєкції |

## Пов'язані многогранники
| Симетрія: [5,3], (*532)               | Симетрія: [5,3], (*532) | Симетрія: [5,3], (*532) | Симетрія: [5,3], (*532) | Симетрія: [5,3], (*532) | Симетрія: [5,3], (*532) | Симетрія: [5,3], (*532) | [5,3]+, (532) |
| ------------------------------------- | ----------------------- | ----------------------- | ----------------------- | ----------------------- | ----------------------- | ----------------------- | ------------- |
|                                       |                         |                         |                         |                         |                         |                         |               |
|                                       |                         |                         |                         |                         |                         |                         |               |
| {5,3}                                 | t{5,3}                  | r{5,3}                  | t{3,5}                  | {3,5}                   | rr{5,3}                 | tr{5,3}                 | sr{5,3}       |
| Двоїсті до однорідних багатогранників |                         |                         |                         |                         |                         |                         |               |
|                                       |                         |                         |                         |                         |                         |                         |               |
| V5.5.5                                | V3.10.10                | V3.5.3.5                | V5.6.6                  | V3.3.3.3.3              | V3.4.5.4                | V4.6.10                 | V3.3.3.3.5    |